# Kalmodulin

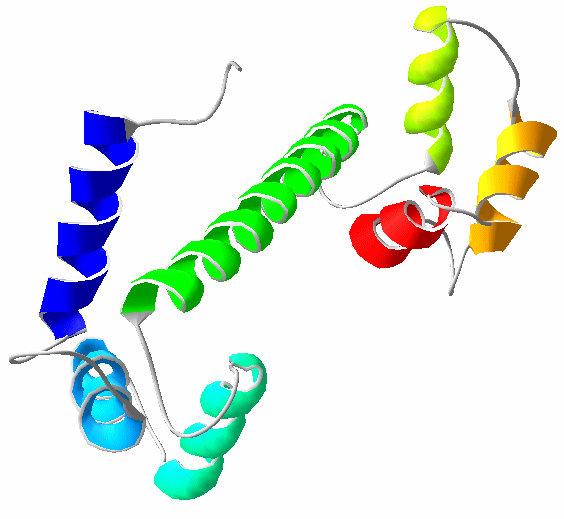
Kalmodulin - struktura

Kalmodulin (CaM, též calmodulin) je všudypřítomný protein, který se napříč různými eukaryotickými liniemi života liší jen velmi málo (je velmi evolučně konzervativní). Při zvýšené koncentraci vápníku v buňce váže vápenaté (Ca2+) ionty a následně aktivuje řadu jiných proteinů.

## Struktura
Kalmodulin je velmi kyselý protein, který se z 30 % skládá z kyselých aminokyselin, tedy aspartátu a glutamátu. Zajímavostí je, že obsahuje i jeden modifikovaný lysin, trimethyllysin. Sekundární struktura proteinu obsahuje především helix-loop-helixový motiv, tzv. EF ruku („EF hand“). V ní jsou čtyři vazebná místa pro vápenatý iont, každé s disociační konstantou cca 10−6 M. Kalmodulin je monomerickým proteinem, ale „kalmodulinu podobné“ domény se vyskytují i v jiných proteinech.

## Funkce
Kalmodulin má obrovský význam ve vnitrobuněčné signalizaci vápníkem. V závislosti na buněčném kontextu aktivuje celou řadu různých enzymů, např. mozkovou adenylátcyklázu, cytosolickou nukleotid fosfodiesterázu, kinázu lehkého řetězce myosinu, Ca2+/Mg2+ ATPázu červených krvinek, rostlinnou NAD+ kinázu či např. fosforyláza kinázu.